# Кущове кріплення

Кріплення кущове

Кріплення кущове (рос. крепь кустовая, англ. row of props; clustered breaker props; нім. Ausbauverband m) — різновид посадкового кріплення очисних виробок, що складається з окр. груп стояків (кущів) і призначене для управління гірничим тиском способом повного обвалення покрівлі. Кущове кріплення застосовують в умовах, коли міцність органного кріплення виявляється недостатньою. Розміщують кущі в одних рядах зі стояками привибійного кріплення. Кущ включає звичайно 4-9 і більше дерев'яних або металевих привибійних стояків, які встановлюються один біля одного на відстані 100—200 мм. Відстань між окремими кущами за падінням 2-4 м і більше.